# Cavallers de Loreto
El Col·legi de Cavallers de Loreto o Collegium Militum Lauretanorum en llatí, fou un orde militar tardà, fundat en 1545 pel papa Pau III per protegir i defensar el santuari de la Santa Casa de Loreto. Suprimit en 1580 fou restaurat en 1586. En 1588 es convertí en un orde de cavalleria honorífic. Fou finalment suprimit en 1806.

## Orde militar
El papa Pau III instituí a Loreto (Ancona), l'1 d'abril de 1545, un nou orde militar anomenat Col·legi dels Cavallers Lauretans (Collegium Militum Lauretanorum). L'objectiu era doble: d'una banda, garantir la protecció i defensa del santuari de la Santa Casa de Loreto, atacat amb freqüència per pirates sarraïns i per bandolers de la regió, per robar-hi les ofrenes o als pelegrins que hi anaven. El segon objectiu era purament econòmic: per refer les arques de la Santa Seu, el papa va decidir que l'ingrés a l'orde només es pogués fer previ pagament.
Així, per entrar a l'orde, reservat als nobles i famílies benestants de les Marques, s'havien de pagar cinc-cents escuts d'argent. A banda dels privilegis religiosos, els cavallers gaudirien del prestigi social de l'orde pontifici i del títol nobiliari de "comensal familiar" del papa i de "comte palatí del Laterà". Els cavallers tindrien exempció jurídica i només haurien de respondre dels seus fets davant el pontífex, amb un rang similar als dels Cavallers de Malta.
L'orde tingué èxit, i ingressaren cent un cavallers, la majoria de les Marques. L'any següent, el papa permeté l'entrada de cinquanta cavallers més i promogué l'elecció d'un gran mestre, seguint el model de l'Orde de Malta. Els atorgà com a seu el Palazzo della Curia de Loreto. L'emblema de l'orde fou la imatge de la Mare de Déu de Loreto, amb el lliri de la família Farnese, a la qual pertanyia Pau III. L'hàbit era de color gris, amb la capa negra amb vores blanques.
Immediatament després de constituir-se, els lauretans van establir relacions amb l'Orde de Malta, que els oferí suport de la seva armada per lluitar contra els pirates i vigilar la costa adriàtica. Els cavallers participaren en la batalla de Lepant en 1571, on quaranta d'ells moriren. Al llarg de les seves accions militars contra els pirates, més de dos-cents lauretans van caure. En destacà la batalla de Monte Ferro, al pla de Recanati el maig de 1552.
Sixt IV alliberà Loreto de la jurisdicció del bisbe de Recanati posant-la sota la de la Santa Seu. Lleó X confirmà els privilegis de l'orde. L'orde, però, desaperegué amb el nou papa Gregori XIII, que la dissolgué en 1580.
Sixt V, nou papa, tornà a instaurar l'orde en 1586, concedint als cavallers nous privilegis, i donant-li la missió de protegir el santuari i els pelegrins que hi anaven. En 1588 incrementà el nombre de cavallers en seixanta més, establint-ne el màxim en 200 (Alexandre VII els passà a 270).

## Orde de cavalleria
El mateix 1588 es convertí en un orde de cavalleria purament honorífic, deixant de banda el seu objectiu inicial de defensa del santuari. En 1658 Alexandre VII en modificà l'estructura; en 1693, Innocenci XII suprimí l'orde per segon cop, tornant als cavallers la suma que havien pagat per ingressar-hi. Novament restaurada, però en declivi, fou suprimit definitivament en 1806, durant l'ocupació napoleònica de Joachim Murat. Malgrat alguns intents de restauració per atendre els malalts que visitaven el santuari, l'orde no tornà a reviure.
En 1888 es restaurà la Creu i Medalla Lauretana com a condecoració i orde honorífic, que l'arquebisbe de la Santa Casa dona com a reconeixement a aquells que amb acompanyat i ajudat els pelegrins malalts i a aquells que havien contribuït econòmicament al manteniment del santuari de la Santa Casa